# 林口區
25°04′39″N 121°23′30″E / 25.0775308°N 121.3916021°E
林口區，舊稱「樹林口」，前身「林口鄉」，位於臺灣新北市西端，臺北盆地的西側，林口臺地的北端，北濱臺灣海峽，西臨桃園市蘆竹區，東與八里、五股兩區相連，南接泰山區、桃園市龜山區。全境地形主要為臺地與丘陵谷地，僅北邊沿海一帶屬於濱海灘地。
隨著林口新市鎮的推動，公共建設逐日完善，且屬臺北都會區房價相對便宜的郊區地帶，並有中山高速公路林口交流道的設立，交通較為便利，促使大量外來的二三級產業人口移入。丘陵地區則因多為保護區的範圍，開發程度較低，主要從事一級產業，致使林口區整體經濟呈現農工商並重發展的現象。境內的三井Outlet、竹林山觀音寺、大峽谷為主要的觀光景點。

## 歷史
林口區舊稱「樹林口」，係清乾隆末年泉州人張小路入墾，當地森林稠密，並在樹林地出入口建立聚落，故名:194。

### 史前遺跡

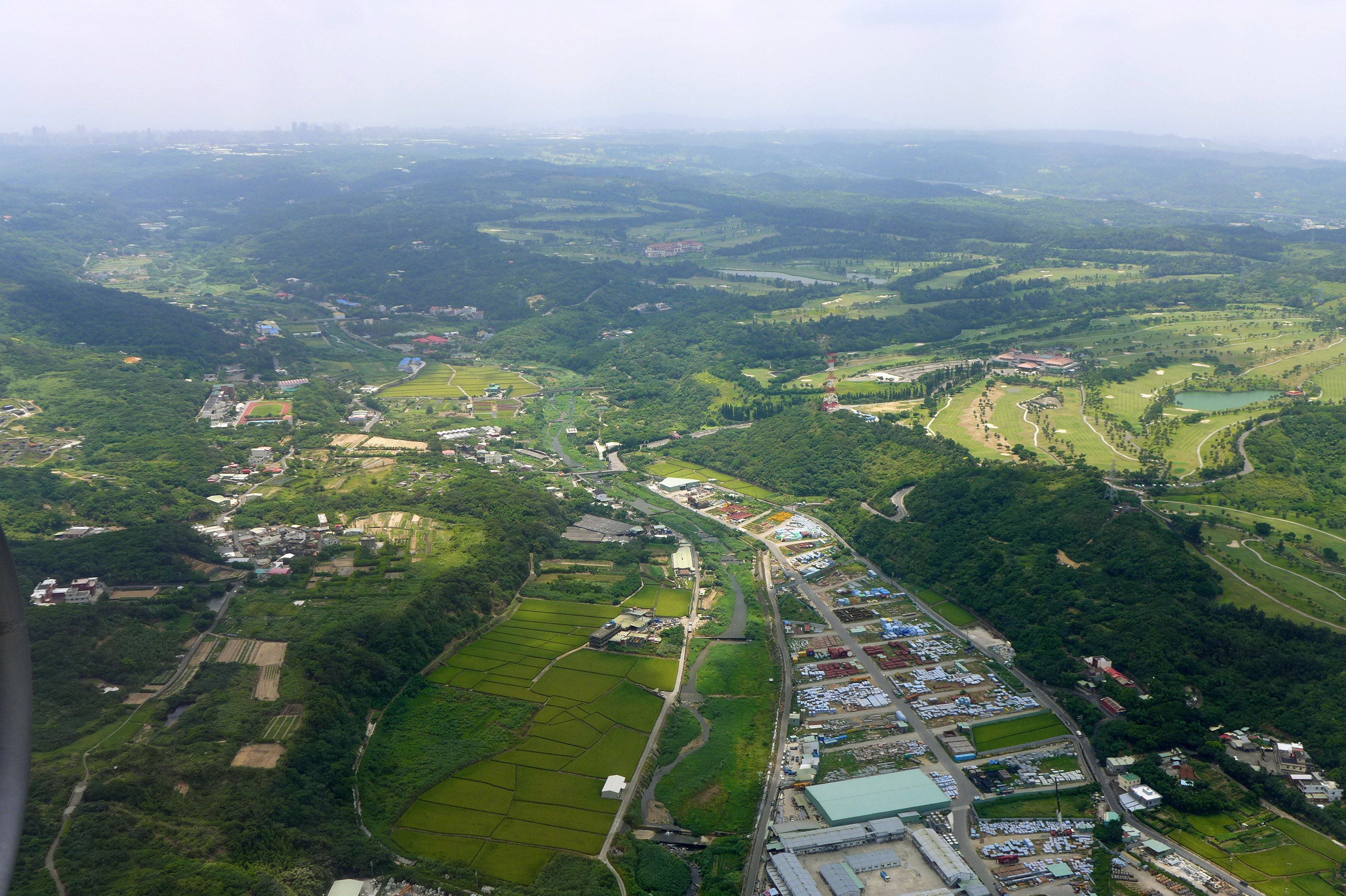
林口區 (2015年)

林口之住民始於台灣原住民凱達格蘭族。1997年考古發現分佈於林口與八里沿岸的「太平村遺址」，出土文物分為石器、陶器、化石三類，判斷為一有多重文化層壘壓的遺址，幾乎涵蓋了台灣北部地區大部分的史前文化層，如大坌坑文化、圓山文化、植物園文化、十三行文化等。學者劉益昌證實在太平村海域發現一萬年前的人類頭蓋骨與下顎骨，是台灣出土最完整的人類化石，出土時並伴隨加工過的動物骨骸與陶器，證實上萬年前林口、八里一帶就有人類活動。

### 漢人墾殖
1642年，根據荷蘭人的記錄推斷，林口一帶為八里坌社的原住民所居。郁永河的裨海紀遊一書中，也記載在康熙年間（1697年）的台北平原有「八里分」（八里坌）社，屬於淡水總社。漢人對林口的開墾，首先以林口北部的海岸平原開始。至乾隆五年（1740年），林口地區已經有漢人聚落「大灣莊」（今日的大、小南灣，位於海邊）的存在。至1760年，在今日的林口區域記載有「大南灣」、「小南灣」、「大牛稠莊」（今日的南勢里一帶）等漢人聚落，顯示漢人已經由海岸逐漸登上林口台地。其中開墾者多為泉州人，在南勢埔尾一帶，也有粵人加入開墾，成為林口少見的粵籍聚落。此時八里坌社仍在記載中，顯示原住民仍在林口活動。而其中位於交通要道的樹林口（今日的林口里一帶），也逐漸形成了大的庄落，成為林口的中心。1871年，林口又出現了「大坪頂莊」，清治光緒年間，再出現「瑞樹坑莊」，林口的聚落分佈大致完成。

### 清朝至日治時期
- 1875年（清治光緒元年），林口的行政區屬於淡水縣八里坌堡。
- 1895年馬關條約簽訂，臺灣割讓給日本後，林口屬於臺北縣淡水支廳管轄。
- 1899年隸滬尾辦務署，1902年廢縣為廳，屬於臺北廳滬尾支廳。
- 1909年，支廳下設區署，林口西南部的東林、菁湖、湖南三村，隸屬新莊支廳樹林口區，東北部隸屬大南灣區。
- 1920年廢縣為州，隸屬臺北州新莊郡林口。

### 中華民國政府
戰後1945年12月，改為臺北縣新莊區林口鄉。林口鄉分為東林村、菁湖村、湖南村、頂福村、下福村、嘉寶村、瑞平村等7個村。1950年，裁撤區署，由縣直轄，為臺北縣林口鄉。之後境內村數歷經多次變更，至2001年2月1日起，林口鄉共轄17個村。2010年12月25日，實施五都改制，配合臺北縣改制為直轄市新北市，林口鄉改制為「林口區」。

## 地理
林口區位於新北市最西端，東與五股區為界，北鄰八里區，東南與泰山區為鄰，南接桃園市蘆竹區、龜山區，西濱台灣海峽，面積約有54.17平方公里。

### 地形土壤
林口區地形主要由平均海拔255公尺高的林口台地所組成，平坦台地面、丘陵谷地、濱海灘地分別約佔全區總面積的42%、57%、1%。東北方緊鄰觀音山，以河谷為界，東南邊以新莊斷層、山腳斷層與台北盆地相鄰、西側與桃園台地相接，中隔南崁溪，西北方臨台灣海峽。由於台地地勢平坦又臨海，缺乏屏障、因此林口經常風力強勁。而由於氣候高溫多雨，台地上的泥土淋溶作用旺盛，因而形成強酸、不肥沃的紅土層，不利農耕，只利於茶樹栽種與紅磚的生產。加上日治時期，日人積極開發，設茶業傳習所，廣植茶樹。因此林口的茶園開墾與紅磚製造業曾盛極一時。

### 水文
林口區的溪流由西至東分別有林口溪、嘉寶溪、寶斗溪、瑞樹坑溪、後坑溪，皆由東南向西北方流入臺灣海峽:65。各溪流整體短促淺急，且流域較小:66。
林口溪發源於南勢里，源頭標高約200公尺，主流長約8.32公里，流經頂福、下福兩里後，於頂寮聚落一帶入海:65。嘉寶溪又稱「嘉溪雅坑溪」，發源於嘉寶里，源頭標高約170公尺，主流長約3.10公里，流經嘉溪子坑、嘉溪雅坑一帶後，於下福、嘉寶兩里交界處入海:65－66。寶斗溪又稱「寶斗厝溪」，發源於中湖里，源頭標高約210公尺，主流長約5.68公里，流經嘉寶里的絲線嶺、王厝及寶斗厝等聚落，最後於嘉寶、瑞平兩里交界處入海。瑞樹坑溪發源於湖北里，源頭標高約140公尺，流經瑞平里的洪厝、許厝等聚落後，於瑞樹坑一帶入海。後坑溪發源於太平里，源頭標高約110公尺，主流長約2.50公里，流經後坑聚落後於太平里北境入海:66。

### 氣候
林口區的氣候為夏季高溫多雨、冬季寒冷潮濕，冬季各月均溫約在攝氏15至21度之間，夏秋兩季則在24至29度左右。年均溫約為22.1度，月平均最高氣溫為7月的28.7度，最低為2月的15.1度:60。年均雨量可達2,100毫米以上，各月份以6月的275.5毫米最多，1月的96.5毫米最少:60－61。

### 人口
根據新北市政府民政局統計，2024年底林口區戶數約5.7萬戶，人口約13.6萬人，區內人口最多與最少的里分別是南勢里與瑞平里，2024年底兩里人口分別為33,894人與857人。區內的南勢里與湖南里分別是新北市人口第一大里與第二大里，在全臺灣所有村里中，該兩里人口分別高居全國第四多與第五多。2024年底林口區人口的年齡結構中，幼年人口佔比約為17.42%，壯年人口佔比約為68.62%，老年人口佔比約為13.96%，老化指數約為80.10%，是新北市人口老化程度最低的行政區。

## 政治

### 歷任首長
| 屆數           | 姓名           | 任期                          | 備註           |
| 民選前鄉長時期 | 民選前鄉長時期 | 民選前鄉長時期                | 民選前鄉長時期 |
| -------------- | -------------- | ----------------------------- | -------------- |
| 1              | 陳水源         | 1947年1月1日～1948年2月1日    |                |
| 1              | 林家齊         | 1948年2月1日～1948年12月31日  |                |
| 2              | 王金生         | 1949年1月1日～1951年6月30日   |                |
| 民選鄉長時期   |                |                               |                |
| 1              | 陳承富         | 1951年7月1日～1953年6月30日   |                |
| 2              | 陳承富         | 1953年7月1日～1956年6月30日   |                |
| 3              | 陳秋波         | 1956年6月30日～1960年1月15日  |                |
| 4              | 陳秋波         | 1960年1月16日～1964年2月29日  |                |
| 5              | 林來春         | 1964年3月1日～1968年2月29日   |                |
| 6              | 陳秋波         | 1968年3月1日～1969年7月31日   |                |
| 6              | 陳寶琦         | 1969年8月1日～1973年3月31日   |                |
| 7              | 陳寶琦         | 1973年4月1日～1977年12月29日  |                |
| 8              | 洪德利         | 1977年12月30日～1982年2月28日 |                |
| 9              | 洪德利         | 1982年3月1日～1986年2月28日   |                |
| 10             | 黃茂松         | 1986年3月1日～1990年2月28日   |                |
| 11             | 黃茂松         | 1990年3月1日～1994年2月28日   |                |
| 12             | 蔡宗一         | 1994年3月1日～1998年2月28日   |                |
| 13             | 蔡宗一         | 1998年3月1日～2000年12月5日   |                |
| 13             | 洪樓根         | 2000年12月6日～2001年7月26日  | 代理           |
| 13             | 蔡宗一         | 2001年7月27日～2002年2月28日  |                |
| 14             | 陳建財         | 2002年3月1日～2006年2月28日   |                |
| 15             | 蔡宗一         | 2006年3月1日～2006年6月15日   | 就任           |
| 15             | 黃世榮         | 2006年6月16日～2007年7月31日  | 代理鄉長，官派 |
| 15             | 蔡宗一         | 2007年8月1日～2008年10月6日   | 補選           |
| 15             | 黃世榮         | 2008年10月7日～2009年7月14日  | 代理鄉長，官派 |
| 15             | 莊茂盛         | 2009年7月15日～2010年12月24日 | 代理鄉長，官派 |
| 官派區長時期   |                |                               |                |
| 1              | 莊茂盛         | 2010年12月25日～2011年7月22日 |                |
| 2              | 林耀長         | 2011年8月1日～2014年12月24日  |                |
| 3              | 朱思戎         | 2014年12月25日～2019年1月31日 |                |
| 4              | 劉淑芬         | 2019年02年01日～2020年6月9日  |                |
| 5              | 藍品畯         | 2020年6月10日～2023年1月16日  |                |
| 6              | 廖武輝         | 2023年1月31日～2025年4月7日   |                |
| 7              | 鄭淑敏         | 2025年4月7日~至今             | 現任           |

依照內政部的規劃，臺北縣升格為為新北市之後，於每屆任期民選新北市市長，再由市長指派林口區的区长。
林口政壇主要分為前鄉長陳秋波與前縣議員陳添秀兩派。陳秋波曾擊敗陳添秀派的人選而當選兩任林口鄉長。之後，陳添秀派的林口國小總務主任洪德利於1977年當選鄉長。後來的鄉長黃茂松與蔡宗一均屬洪派。1994年蔡宗一當選鄉長，任內完成不少延宕多年的重大鄉政建設頗獲好評，不過因為林口鄉棄土場弊案更二審被判有罪，在其第三次擔任鄉長時被台北縣政府停職，並指派黃世榮代理鄉長。台北縣政府在2007年辦理鄉長補選，由蔡宗一再度當選。

### 區政組織

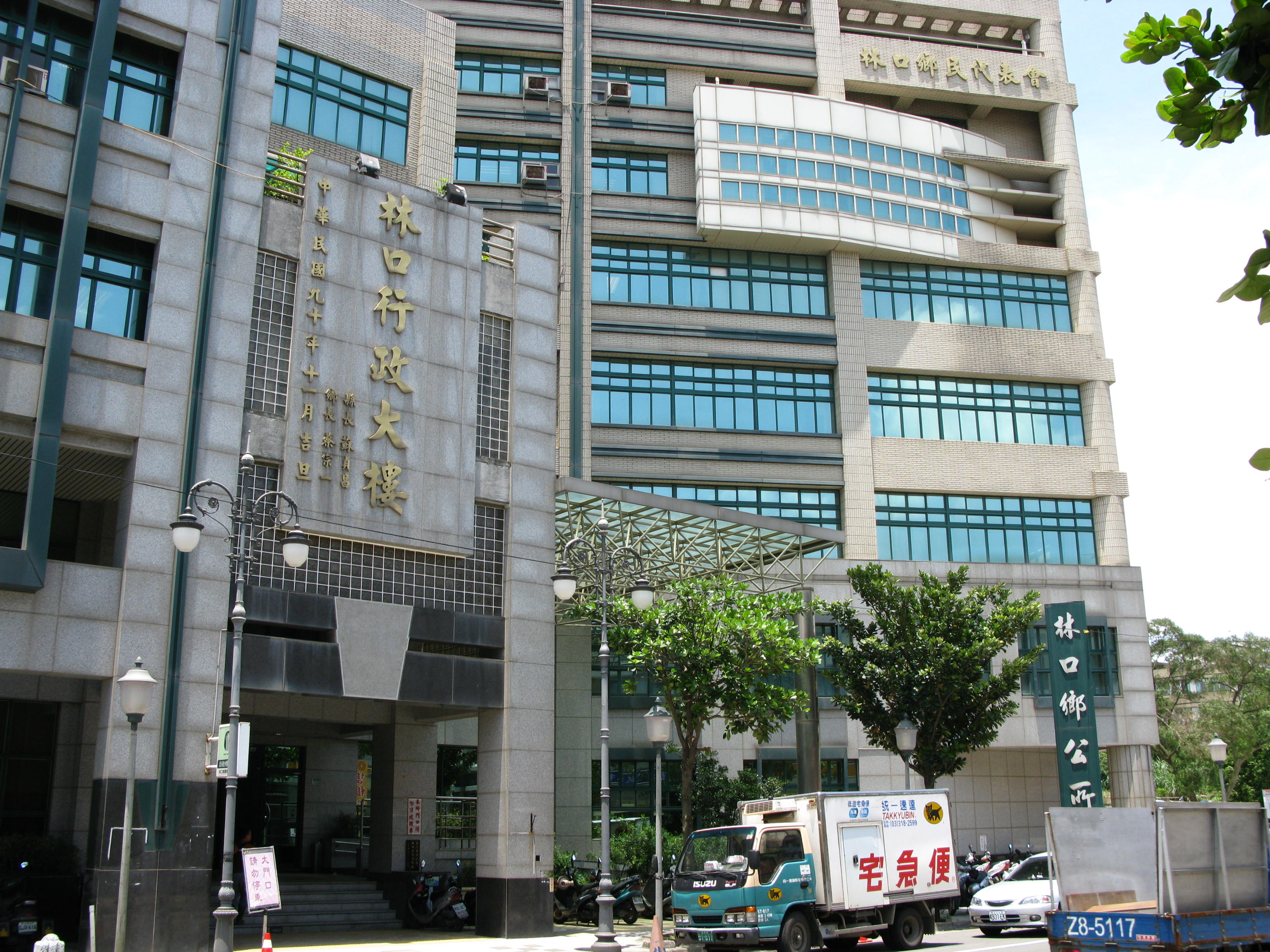
林口區公所大樓

新北市林口區公所是新北市政府在林口區的派出機關，在中華民國政府架構中為市政府綜理區政的執行機關，上級業務監督機關為新北市政府。区长由市長任命，無任期保障。在區長及主任秘書之下，設有5課4室等9個內部單位。

### 行政區
現今林口區行政範圍的確立，來自於1920年，日本將臺灣十二廳改為五州二廳，設林口庄屬臺北州新莊郡。林口庄轄菁埔、南勢埔、小南灣、瑞樹坑、大平嶺等5個大字:230。1946年1月，改為「林口鄉」，屬臺北縣新莊區:272－273。1950年8月，裁撤區署，林口鄉改直隸於臺北縣:273。2010年12月25日，臺北縣改制為直轄市，林口鄉改制為市轄區「林口區」，隸屬新北市。林口區的行政區劃轄有東林里、林口里、西林里、菁湖里、中湖里、湖北里、湖南里、南勢里、仁愛里、麗林里、東勢里、麗園里、頂福里、下福里、嘉寶里、瑞平里、太平里等17個里，共計443鄰。

## 經濟

### 農業特產
- 龍壽茶（烏龍茶）
- 文旦柚
- 竹筍

### 工業
- 林口發電廠：為台灣大型火力發電廠之一，北台灣工業所需之一部份電力由該電廠提供。
- 林口工一產業園區：面積約108公頃，該地區附近原有許多違章工廠、倉儲物流及閒置土地，因應地區產業發展、解決土地閒置與違章工廠等情況，因此以市地重劃方式進行開發，預計於2022年1月完工，吸引六千家廠商進駐。[20]2023年正式命名「新北國際AI+智慧園區」。[21]
- 林口工二工業區：面積約52公頃，廠家數191家。[22]

### 金融機構
- 彰化銀行(林口分行、新林口分行)
- 第一商業銀行(林口工二分行)
- 聯邦商業銀行(林口分行)
- 台灣中小企業銀行(林口分行)
- 台北富邦商業銀行(林口分行)
- 國泰世華商業銀行(東林口分行)
- 滙豐銀行(林口分行)
- 玉山商業銀行(東林口分行)
- 中國信託商業銀行(東林口分行)
- 華南銀行(林口站前分行)
- 新光銀行(林口分行)
- 台中銀行(林口分行)
- 永豐商業銀行(林口忠孝分行)
- 上海商業儲蓄銀行(林口分行)
- 淡水信用合作社(林口分社)
- 淡水一信(林口分社)
- 林口郵局(三重56支局)
- 林口中正路郵局(三重11支局)
- 林口台師大郵局(三重12支局)
- 林口國宅郵局(三重13支局)
- 林口中湖頭郵局(三重14支局)
- 林口區農會
- 林口區農會南勢辦事處
- 元大商業銀行(林口忠孝分行)[23]

## 教育

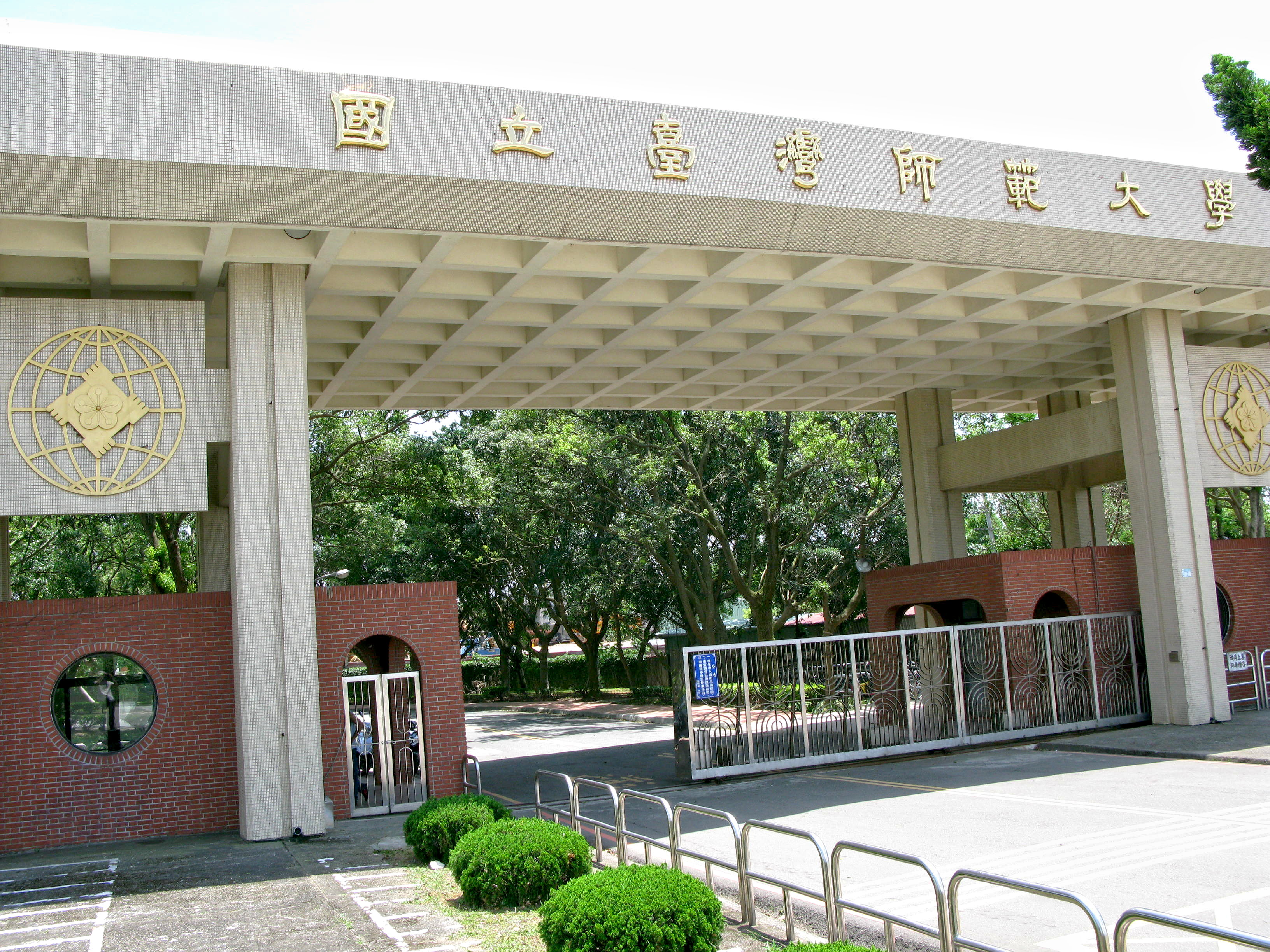
師範大學林口校區的大門

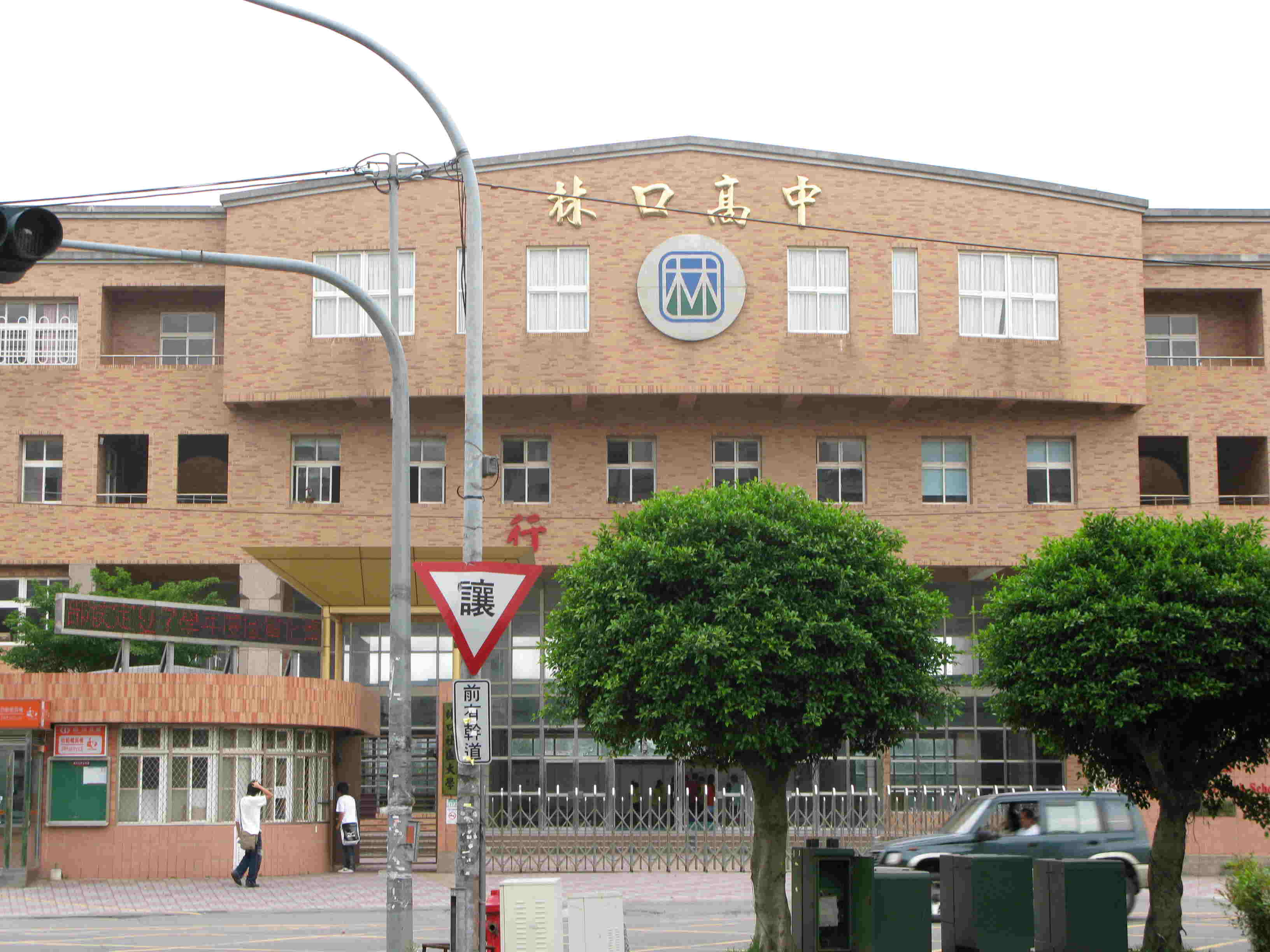
林口高中校門

### 大學
- 國立臺灣師範大學林口校區（僑生先修部及國際與僑教學院）
- 醒吾科技大學
- 元智大學（林口校區）

### 高級中等學校
- 新北市立林口高級中學
- 新北市私立醒吾高級中學
- 新北市私立林口康橋國際高中

### 特教學校
- 新北市立新北特殊教育學校

### 國民中學
- 新北市立林口國民中學
- 新北市立崇林國民中學
- 新北市立佳林國民中學
- 新北市私立醒吾高級中學附設國中部
- 新北市立南勢國民中學（籌備施工中）

### 國民小學
- 新北市立林口國民小學
- 新北市立南勢國民小學
- 新北市立麗林國民小學
- 新北市立麗園國民小學
- 新北市立嘉寶國民小學
- 新北市立興福國民小學
- 新北市立瑞平國民小學
- 新北市立頭湖國民小學
- 新北市立新林國民小學
- 新北市立東湖國民小學

### 國際學校
- 新北美國學校
- 馬禮遜美國學校
- 康橋雙語學校

### 圖書館
- 新北市立圖書館林口分館
- 新北市立圖書館林口東勢閱覽室
- 新北市立圖書館林口西林圖書閱覽室
- 李科永紀念圖書館

## 交通

### 捷運
桃園捷運
- 機場線：林口站(A9)

### 公車客運
- 行經林口區的社區巴士（新北市新巴士）路線數量共有9線[24]，分別為：
  - F231
  - F232
  - F233
  - F235
  - F236
  - F237
  - F238
  - F239
  - F250

- 桃園客運
  - 5063 醒吾科技大學↔桃園（經長庚醫院）
  - 5069 醒吾科技大學↔桃園（經赤塗崎）
  - 5071 醒吾科技大學↔桃園（經外社）

- 三重客運
  - 708  林口↔南崁 708路線圖 （页面存档备份，存于）
  - 708A 林口↔南崁↔捷運山鼻站 708A路線圖 （页面存档备份，存于）
  - 786  公西↔板橋 786路線圖 （页面存档备份，存于）
  - 786區 公西↔捷運新莊站(新莊郵局) 786區路線圖 （页面存档备份，存于）
  - 822 五股立體停車場↔林口長庚醫院 822路線圖 （页面存档备份，存于）
  - 854 華亞園區↔泰北路 854路線圖 （页面存档备份，存于）
  - 858 樹林↔林口長庚醫院 858路線圖 （页面存档备份，存于）
  - 898 迴龍↔林口長庚醫院 898路線圖 （页面存档备份，存于）
  - 936 林口↔捷運圓山站   936路線圖 （页面存档备份，存于）
  - 945 林口↔松山機場     945路線圖 （页面存档备份，存于）
  - 946 林口↔內湖科技園區 946路線圖 （页面存档备份，存于）
  - 946副 林口↔內湖科技園區(經南勢街) 946副路線圖 （页面存档备份，存于）
  - 961 師大林口校區↔捷運林口站（已廢除）
  - 966 竹林山觀音寺↔台北車站(鄭州) 966路線圖 （页面存档备份，存于）
  - 967 長庚大學↔台北市政府  967路線圖 （页面存档备份，存于）
  - 967區 桃園酒廠↔台北市政府  967區路線圖 （页面存档备份，存于）
  - 967直 長庚大學↔台北市政府(不經國宅)967直路線圖 （页面存档备份，存于）

- 台北客運
  - 920 林口↔板橋 920路線圖 （页面存档备份，存于）
  - 920A 林口(去程不繞龜山)↔板橋 920A路線圖 （页面存档备份，存于）
  - 925 林口↔蘆洲 925路線圖 （页面存档备份，存于）
  - 948 林口↔新北板橋公車站 948路線圖 （页面存档备份，存于）

- 大都會客運
  - 937 林口↔捷運圓山站 937路線圖 （页面存档备份，存于）
  - 937A 林口(去程不繞龜山)↔捷運圓山站 937A路線圖 （页面存档备份，存于）
  - 937副 林口轉運站↔捷運圓山站 937副路線圖 （页面存档备份，存于）
- 跳蛙公車
  - 林口↔捷運圓山站 跳蛙公車 （俗稱936跳蛙）路線圖 （页面存档备份，存于）
  - 林口(文化三路)↔捷運圓山站 跳蛙公車 （俗稱937跳蛙）路線圖 （页面存档备份，存于）
  - 林口(文化北路)↔捷運圓山站 跳蛙公車 路線圖 （页面存档备份，存于）
  - 林口↔捷運府中站 跳蛙公車 路線圖 （页面存档备份，存于）
  - 林口↔板橋 跳蛙公車 路線圖 （页面存档备份，存于）
  - 林口↔內湖科技園區 跳蛙公車 路線圖 （页面存档备份，存于）

### 公路
- 中山高速公路
  - 41AB 林口林口交流道：位於該區南部與龜山區的交界上。
- 台15線
- 台61線，經過林口區濱海地帶。
  - 16 林口林口交流道
- 市道105號（8.3K~14.5K）
- 市道106號（0K~13.5K）
- 市道108號（10.8K~20.9K）
- 北58線
- 北75線（該路已因重劃而消失）
- 北76線
- 北77線
- 北77-1線
- 北78線
- 北79線
- 北80線
- 北120線
- 北121線

### 主要道路
- 中山路－林口舊聚落主要道路。
- 中正路－林口舊聚落商圈核心道路。目前部份路段是採用特殊舖面，規劃為中正藝術商街。
- 文化一路－林口新市鎮主要聯外道路，通往林口交流道A出入口。
- 文化二路－新市鎮區域中商業較興盛區域，主要公車路線均有通過，有許多新建大樓和住宅。
- 文化三路－新住宅社區大樓林立，林口區國際媒體園區（機1）與行政園區（機1─1），進駐行政機構有林口警分局、林口消防分隊、林口戶政所及衛生所等等。與八德路交岔口有桃園捷運林口站。
- 文化北路（忠義路）－新住宅低密度住宅大樓與工業區聚落，特教體系的新北市立新北特殊教育學校和未來的林口完全中學與林口工一產業專區也座落於此路段，並通往林口交流道B出入口。
- 林口路－林口舊聚落最主要道路。
- 竹林路－通往竹林山觀音寺的重要道路，每到進香時間香客絡繹不絕。
- 仁愛路－連接林口新舊市區，是林口的低密度別墅住宅重鎮。近文化一路有運動公園、壘球場、溜冰場。國立台灣師範大學林口校區（僑生先修部及國際與僑教學院）亦在座落此路上。
- 忠孝路－林口新市鎮內道路，扶輪公園坐落於此路上文化二路與文化三路之間。
- 粉寮路－林口工業區所在，醒吾科技大學亦座落在此路上。

### 其他
- 台灣鐵路管理局林口線為由桃園站起至林口火力發電廠的運煤鐵路，因終點位於林口區故以林口為名。1968年(民國57年)1月1日通車(貨運業開業)，桃園縣政府(今桃園市政府)於2005年(民國94年)10月28日在林口線的桃園段免費試辦客運服務，於是將林口線稱為「桃林鐵路」，車站皆不位於林口區境，路線亦未經過林口市區。2009年(民國98年)8月10日長興車站-海山車站段通車。因桃園鐵路高架化工程，全線於2012年(民國101年)12月28日停辦客運業，同年12月31日正式廢止（停辦貨運業）。未來改建為桃園捷運棕線（桃林段BRT）公車專用道。
- 中正機場捷運計畫時，曾計畫文化二路站與鐵路支線（林口線）改建計畫。後來於2003年（民國92年）政府收回自辦後，宣告計畫中止。
- 林口區人口快速成長的同時，衍生出不少交通的問題，為了改善車流過多、繞行區內道路時間過久的問題，以及配合媒體園區開發後的交通運輸需求，新北市政府交通局開始籌劃辦理並興闢一轉運中心，是為林口轉運站，已於2021年3月竣工，此外，林口交流道立體化工程也已完成設計經行政院核定，待辦理工程招標後，預計將於2024年8月完工啟用。[25][26]

## 地方建設

### 林口新市鎮
1968年起，政府就計畫在林口成立新市鎮，以紓解台北市的剩餘人口，並規劃效仿英國田園城市建設低密度住宅商業區。1975年發佈實施以中山高速公路林口交流道為中心，包括了林口特定區、工業區、住宅區等規劃。並有新市鎮開發條例法源為依據，進行協同開發。目前以中山高速公路為界，林口交流道以北為新北市林口區，以南為桃園市龜山區，北從八里南至桃園龜山等地皆為林口特定區都市計畫範圍，並可拆分為新北與桃園兩部分。而新市鎮多數設施，如林口長庚醫院、林口體育園區、長庚大學等，皆冠以林口特定區都市計畫為名，政府此舉是將林口作為台北與桃園之間第三座城市，下轄八里、林口、五股、泰山、龜山等地，而在最新的都會區分區內林口被劃分為次都會區。
然而，新市鎮卻因種種原因而發展緩慢，原本預計25萬人的規模也縮減到8萬人。早年因為適當引入高技術水平產業移入林口且國際經濟情況並未惡化，也致使海外台商投資意願低落，導致林口發展時間較晚。加上採市地重劃方式徵收，徵收後，私人擁有很多土地，因法律未對於長期時有土地課有重稅，也導致即使土地長年閒置多被財團與投機業者所把持建案銷售量。
不過在日後林口長庚醫院的設立下，為林口帶來新商機，使新市鎮開始有了起色。且因臺北都會區的發展逐漸飽和、台北市與新北市精華地區的房價持續上漲，近期大量人口移入。再加上桃園機場捷運的通車及設站、新市鎮附近龜山區的華亞科技園區之開發，分別改善林口連動台北市區、桃園國際機場間的交通。

### 世大運選手村社會住宅
台北市政府爭取到2017年世大運在台舉辦權，其中關鍵需設置選手村一處，且到達各場館車程在1小時內。由於內政部營建署在林口區當時還有未建國宅用地約10公頃，經行政院邀請相關部會協商決議於林口國宅用地為興建地點，以興建國宅方式辦理，興建經費由住宅基金支應，完工後先供作選手村使用，賽後改回國宅再配合當時市場需求及法令規定，供作國民住宅出售(租)或一般住宅標售(租)。 立法院在2015年1月13日審議103年度中央政府附屬單位預算決議「內政部應將林口國宅轉作示範性社會住宅，專供出租使用」。目前開放民眾申請2,600多戶社會住宅，亦設有非營利幼兒園、日照中心及林口新創園區。

### 摩天大樓
| 排名 | 名稱           | 圖片 | 高度(公尺) | 高度(公尺) | 高度(公尺) | 樓層數 | 用途 | 行政區 | 完工年份 | 附註          |
| 排名 | 名稱           | 圖片 | 天線       | 尖塔       | 頂樓       | 樓層數 | 用途 | 行政區 | 完工年份 | 附註          |
| ---- | -------------- | ---- | ---------- | ---------- | ---------- | ------ | ---- | ------ | -------- | ------------- |
| 1    | 森聯摩天41 1   |      |            |            | 160.8      | 41     | 住宅 | 林口區 | 2020     | [ 30 ] [ 31 ] |
| 1=   | 森聯摩天41 2   |      |            |            | 160.8      | 41     | 住宅 | 林口區 | 2020     | [ 30 ] [ 31 ] |
| 3    | 長虹天際 1     |      |            |            | 133.0      | 36     | 住宅 | 林口區 | 2018     | [ 32 ] [ 33 ] |
| 3=   | 長虹天際 2     |      |            |            | 133.0      | 36     | 住宅 | 林口區 | 2018     | [ 32 ] [ 33 ] |
| 5    | 亞昕晴空樹 A棟 |      |            |            | 125.0      | 33     | 住宅 | 林口區 | 2017     | [ 34 ]        |
| 5=   | 亞昕晴空樹 B棟 |      |            |            | 125.0      | 33     | 住宅 | 林口區 | 2017     | [ 34 ]        |
| 7    | 亞昕晴空樹 C棟 |      |            |            | 123.4      | 33     | 住宅 | 林口區 | 2017     | [ 34 ]        |
| 8    | 世界首席 1     |      |            |            | 110.5      | 29     | 住宅 | 林口區 | 2014     |               |
| 8=   | 世界首席 2     |      |            |            | 110.5      | 29     | 住宅 | 林口區 | 2014     |               |
| 8=   | 世界首席 3     |      |            |            | 110.5      | 29     | 住宅 | 林口區 | 2014     |               |
| 8=   | 世界首席 4     |      |            |            | 110.5      | 29     | 住宅 | 林口區 | 2014     |               |
| 8=   | 世界首席 5     |      |            |            | 110.5      | 29     | 住宅 | 林口區 | 2014     |               |
| 8=   | 世界首席 6     |      |            |            | 110.5      | 29     | 住宅 | 林口區 | 2014     |               |
| 14   | 中悅麗苑       |      |            |            | 108.9      | 27     | 住宅 | 林口區 | 2014     | [ 35 ]        |
| 15   | 長耀PARK 1     |      |            |            | 108.82     | 29     | 住宅 | 林口區 | 2019     |               |
| 15=  | 長耀PARK 2     |      |            |            | 108.82     | 29     | 住宅 | 林口區 | 2019     |               |
| 17   | 旺洲極品 A棟   |      |            |            | 108.7      | 29     | 住宅 | 林口區 | 2017     |               |
| 18   | 亞昕天地昕     |      |            |            | 108.5      | 28     | 住宅 | 林口區 | 2014     |               |
| 19   | 亞昕昕樂章     |      |            |            | 108.34     | 29     | 住宅 | 林口區 | 2020     |               |
| 20   | 福樺謙邸       |      |            |            | 107.3      | 27     | 住宅 | 林口區 | 2016     |               |
| 21   | 長虹世紀 1     |      |            |            | 107.25     | 28     | 住宅 | 林口區 | 2014     |               |
| 21=  | 長虹世紀 2     |      |            |            | 107.25     | 28     | 住宅 | 林口區 | 2014     |               |
| 23   | 大吾疆御鑄     |      |            |            | 105.9      | 27     | 住宅 | 林口區 | 2019     |               |
| 24   | 旺洲極品 B棟   |      |            |            | 102.12     | 27     | 住宅 | 林口區 | 2017     |               |
| 25   | 中悅松苑       |      |            |            | 101.5      | 26     | 住宅 | 林口區 | 2017     |               |

## 觀光與文化

### 百貨公司

#### 林口三井Outlet

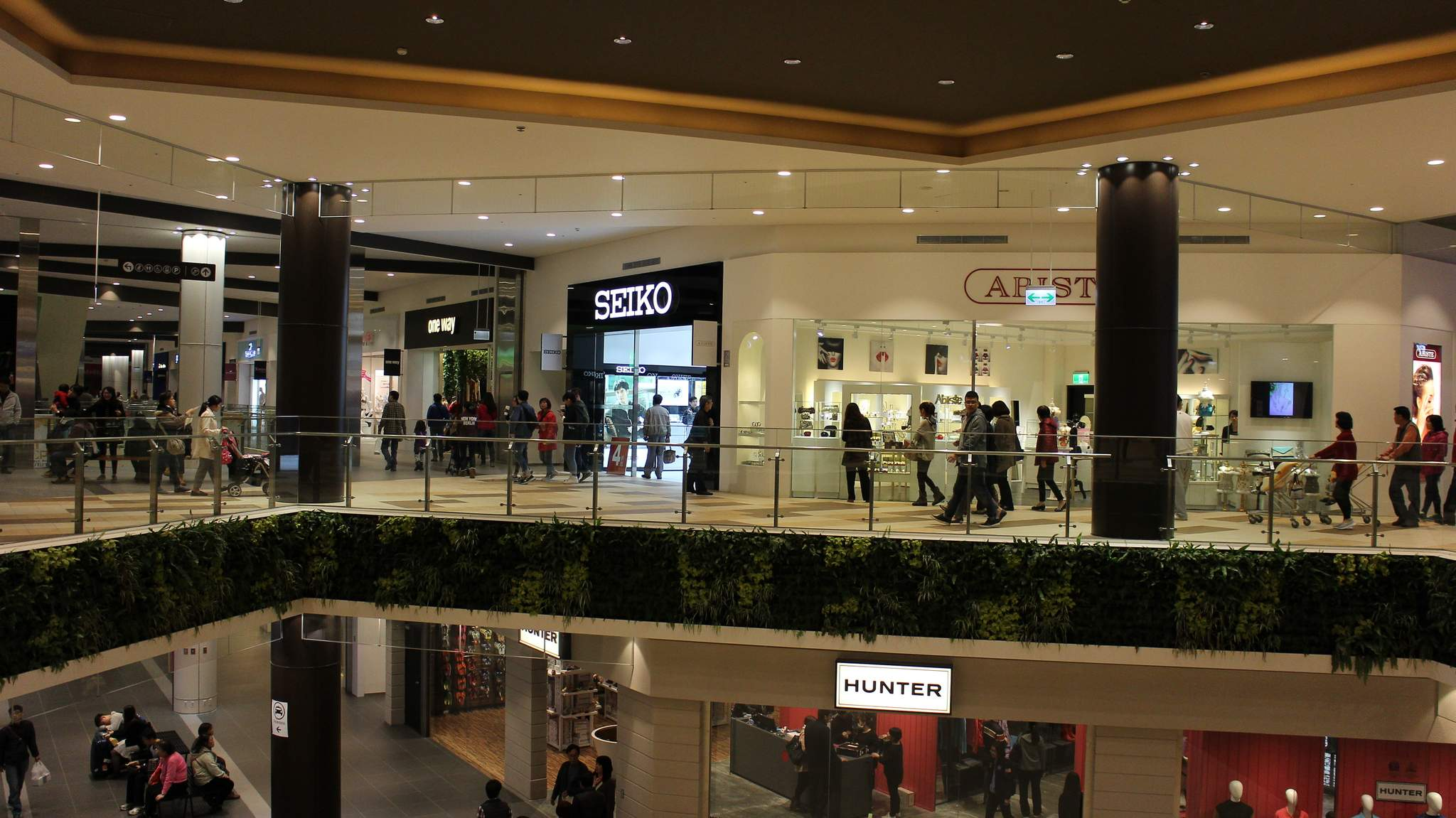
林口三井Outlet室內環境

日商三井不動產的海外投資據點之一，為北台灣的大型Outlet商場之一，來自日本的「MITSUI OUTLET PARK（三井Outlet）」進軍台灣，選定桃園機場捷運林口站周邊進行開發，引進220家店鋪品牌，總營業面積約有1.6萬坪，帶來龐大商機及人潮。該商場為三層建築（GF、1F、2F、3F），2016年1月27日正式開幕。
2021年林口三井Outlet第二期動土，將打造地下1層、地上4層建築，除將增加90間店鋪和原有Outlet串聯，也將強化數位科技導入館內的娛樂、健身等服務，預計2024年開幕。

#### 昕境廣場
由亞昕國際開發投資，昕境廣場位於扶輪公園旁，地址設於文化三路一段，為一座小型購物中心，內部設有國賓影城，共有六層樓，約有近三十家店舖設點於此。

#### 環球林口A9店
由冠德建設所轉投資創立的連鎖購物中心，位於文化三路一段和八德路的路口旁的桃園機場捷運A9林口站共構大樓內，共有四層樓，二樓有連結捷運站連通道。

### 飯店

#### 林口亞昕福朋喜來登酒店
位於文化三路一段和八德路的路口，酒店由亞昕國際開發開發，委由萬豪國際旗下的福朋喜來登酒店經營管理。酒店共有165間客房、13間套房、1家酒吧、1家西餐廳，1家中餐廳和占地125坪的大宴會廳，於2018年12月11日正式開幕。2022年10月，前NBA球員「魔獸」霍華德（Dwight Howard）正式加盟台灣T1職籃桃園永豐雲豹，選擇下榻林口亞昕福朋喜來登酒店。

### 寺廟

#### 竹林山觀音寺

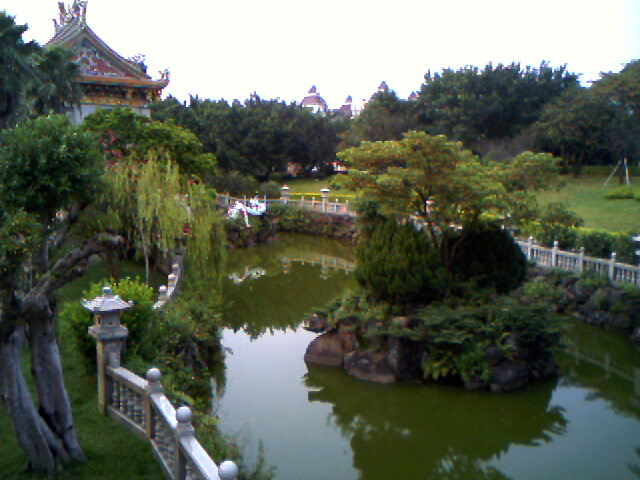
竹林山觀音寺的庭園

竹林山觀音寺，位於林口區竹林路325號，為一世俗化的觀音寺，主祀十八手觀音，香火鼎盛。1801年建立檀越會，祭拜福建泉州泉安龍山寺分靈十八手觀音大媽、二媽、三媽而來，信仰圈遍及林口、龜山、蘆竹。1939年建廟林口龍山寺，隨即改稱竹林山寺，1949年改稱竹林山觀音寺。是結合宗教信仰、傳統藝術與社會教化的首屈一指宗教勝景。
正殿主祀十八手觀音佛祖，兩旁脅侍善財龍女，前立韋馱、伽藍，左側奉祀文殊菩薩，右側奉祀普賢菩薩，左殿奉祀關聖帝君、文昌帝君、玄壇真君；右殿奉祀天上聖母、註生娘娘、福德正神。左偏殿一樓光明燈殿，二樓地藏王菩薩殿，右偏殿一樓太歲殿，二樓至聖先師及五穀先帝殿。
廟前有占地約兩萬坪（約6000平方公尺）的庭園，供遊人休憩，由於園中多植櫻花，春天常湧入賞櫻人潮，並在節日假日「平安麵」的素齋麵。重建工程花費超過20億元新台幣，2013年初完工。拜庭的橫樑是由千年檜木裁切而成，總長跨距是52尺。檜木立柱34.4尺，全國唯一擁有三十八根千年檜木大木柱及屋脊六百處木雕，採用臺灣檜木、樟木興建，圓通寶殿內有全臺最長檜木供桌，桌長42尺；石堵採青斗石精雕而成、寺內鏤雕、立體浮雕、壁雕、計有三千多幅，每幅皆有不同典故。

#### 林口北文紫祥宮
俗稱包公廟，祀奉包青天，地址位於林口區瑞平里3鄰瑞樹坑24號之1。

### 林口大峽谷
位在下福海岸，原為嘉寶溪旁的山丘，後為長期盜採砂石成為峽谷，成為放牧地與觀光景點。

### 林口高爾夫球場
林口高爾夫球場於1963年由吳三連、許水德等政府官員與社會人士所籌建，適逢林口茶業不振，由林口區公所負責茶園土地收購工作而建成，目前共有球道27洞，為台灣早期著名的高爾夫球場，常有達官貴人往來其間。

### 中正藝術商街（林口舊街）
為林口歷史最悠久的商業聚落，整條街商圈氣息濃厚且無刻意營造的復古氛圍，約一公里長，中間和路底各有東、西福宮廟宇，還有菜市場、鐵匠鋪、各式攤販、郵局及警局等設施，新舊建築兼容並蓄存於此處，生活機能一應俱全。路面原為一般柏油路，後來改採用紅磚頭地板，2018年因居民的要求又改回一般柏油路。此外，路燈皆為吊鐘造型，店舖招牌亦有統一規劃。若是沿著中正路往橫窠雅路（現名：泰林路三段）就走便可到泰山區，據說早期林口舊街是泰山、林口兩地居民的商業交流區。

### 林口夜市
林口夜市，位於中山路、佳林路、竹林路間空地，每逢週三、週日便會出來擺攤，曾經號稱是北台灣最大的流動夜市，後來局部逐步成為建地後陸續蓋了一些房子，實際夜市攤販擺攤區域一直縮小，現在只有原本的八分之一，但也是北部較大的夜市。

### 林口子弟戲文化節
林口子弟戲在市府歷年積極的輔導下，結合當地九大軒社，透過每年傳習北管戲與子弟戲文化節演出活動，逐漸把文化薪傳的種子繼續傳遞下去。
每年的子弟戲活動，將在既有基礎上，結合區內林口醒吾科技大學高教深耕計畫，以學校、社區、街坊一起來方式，透過創意點子集結、傳統宗教民俗傳習，與主活動期間子弟戲的體驗與學習，讓學校、社區居民重新認識與接觸、欣賞林口的常民戲曲音樂文化。另外也結合地方采風繪畫與攝影展方式，讓林口居民了解在地文化變遷，與林口街景建設的新舊對照，以復舊為題讓居民找回往日舊林口榮光，透過創新讓傳統和現代作一個文化交流，讓新舊共融共同營造林口在地文化特色。

## 外部連結
- 新北市林口區公所（繁體中文）（页面存档备份，存于）
- 林口區戶政事務所 （页面存档备份，存于）（繁體中文）
- 林口區衛生所 （页面存档备份，存于）（繁體中文）